# Стоун, Джесси
Джесси Сто́ун (англ. Jesse Stone; род. 16 ноября 1901 — 1 апреля 1999) — американский ритм-н-блюзовый музыкант и сочинитель песен, повлиявший на широкий спектр музыкальных жанров. Также он использовал псевдонимы Чарльз Калхун (англ. Charles Calhoun) и Чак Калхун (англ. Chuck Calhoun).
Музыкальный сайт AllMusic кратко характеризует Стоуна как «важного аранжировщика и решающую фигуру в становлении канзас-ситиевского джаза».
Ахмет Эртегюн однажды сказал, что «Джесси Стоун сделал больше для разработки базового рок-н-ролльного звука, чем кто-либо ещё».
В 2010 году Джесси Стоун был включён в Зал славы рок-н-ролла (в категории «Неисполнители», так называемая премия «Ahmet Ertegun Award») и в Зал славы авторов песен.

## Дискография
- См. «Jesse Stone § Discography» в английском разделе.